# Třída La Plata
Třída La Plata byla třída torpédoborců argentinského námořnictva. Třída byla postavena v Německu. Celkem byly postaveny dvě jednotky této třídy. Argentinské námořnictvo je provozovalo v letech 1912–1956. Všechny byly vyřazeny.

## Pozadí vzniku
Argentinské námořnictvo na základě programu z roku 1907 plánovalo stavbu celkem 12 nových torpédoborců. Roku 1909 objednalo po čtyřech kusech ve Francii, Velké Británii a Německu. Nakonec se program podařilo realizovat jen zčásti. Čtyři jednotky třídy Mendoza postavené francouzskými loděnicemi zrekvírovalo francouzské námořnictvo jako třídu Aventurier. Argentina rovněž zrušila objednávku na čtyři jednotky třídy San Luis u britské loděnice Cammell Laird, takže plavidla roku 1912 zakoupilo řecké námořnictvo jako třídu Aetos. Dodány tak byly pouze čtyři torpédoborce představující třídy Catamarca a La Plata. Dvě jednotky třídy La Plata postavila německá loděnice Schichau v Elbingu. Do služby byly přijaty roku 1912. Náhradou za třídu San Luis byly v Německu objednány další čtyři torpédoborce, nebyly však dodány, neboť vypukla světová válka.
Jednotky třídy La Plata:
| Córdoba (D2)  | 1910 | 1910 | 8. července 1912 | Vyřazen 1956. |
| La Plata (D4) | 1910 | 1911 | 30. března 1912  | Vyřazen 1956. |

## Konstrukce
Výzbroj tvořily čtyři 102mm kanóny Bethlehem-Vickers a čtyři jednohlavňové 533mm torpédomety. Pohonný systém tvořilo pět kotlů Schulz-Thornycroft a dvě sady turbín Curtis AEG o výkonu 28 000 hp. Poháněly dva lodní šrouby. Kotle spalovaly uhlí a naftu. Nejvyšší rychlost dosahovala 35 uzlů. Dosah byl 3000 námořních mil při rychlosti 15 uzlů.

### Modifikace
V letech 1924–1925 byly torpédoborce modernizovány. Jejich kotle byly upraveny pro spalování nafty. Při výkonu 24 000 hp dosahovala rychlosti 32 uzlů. Složení výzbroje bylo upraveno na tři 102mm kanóny, dva 37mm kanóny, dva dvouhlavňové 533mm torpédomety a jeden vrhač hlubinných pum.